# Colletia paradoxa
Espèce
Colletia paradoxa est une espèce de plantes à fleurs de la famille des Rhamnacées. C'est un arbuste épineux originaire du Chili, d'Argentine, d'Uruguay et du Sud du Brésil.

## Synonyme

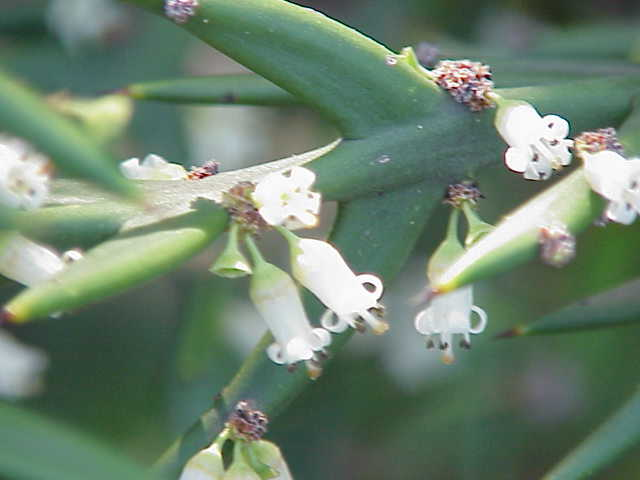

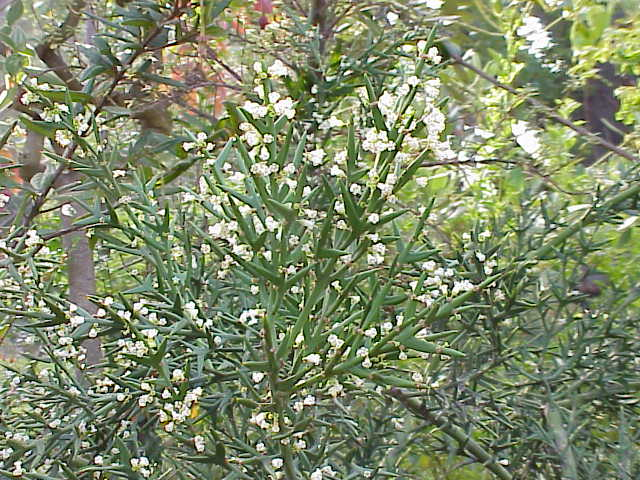

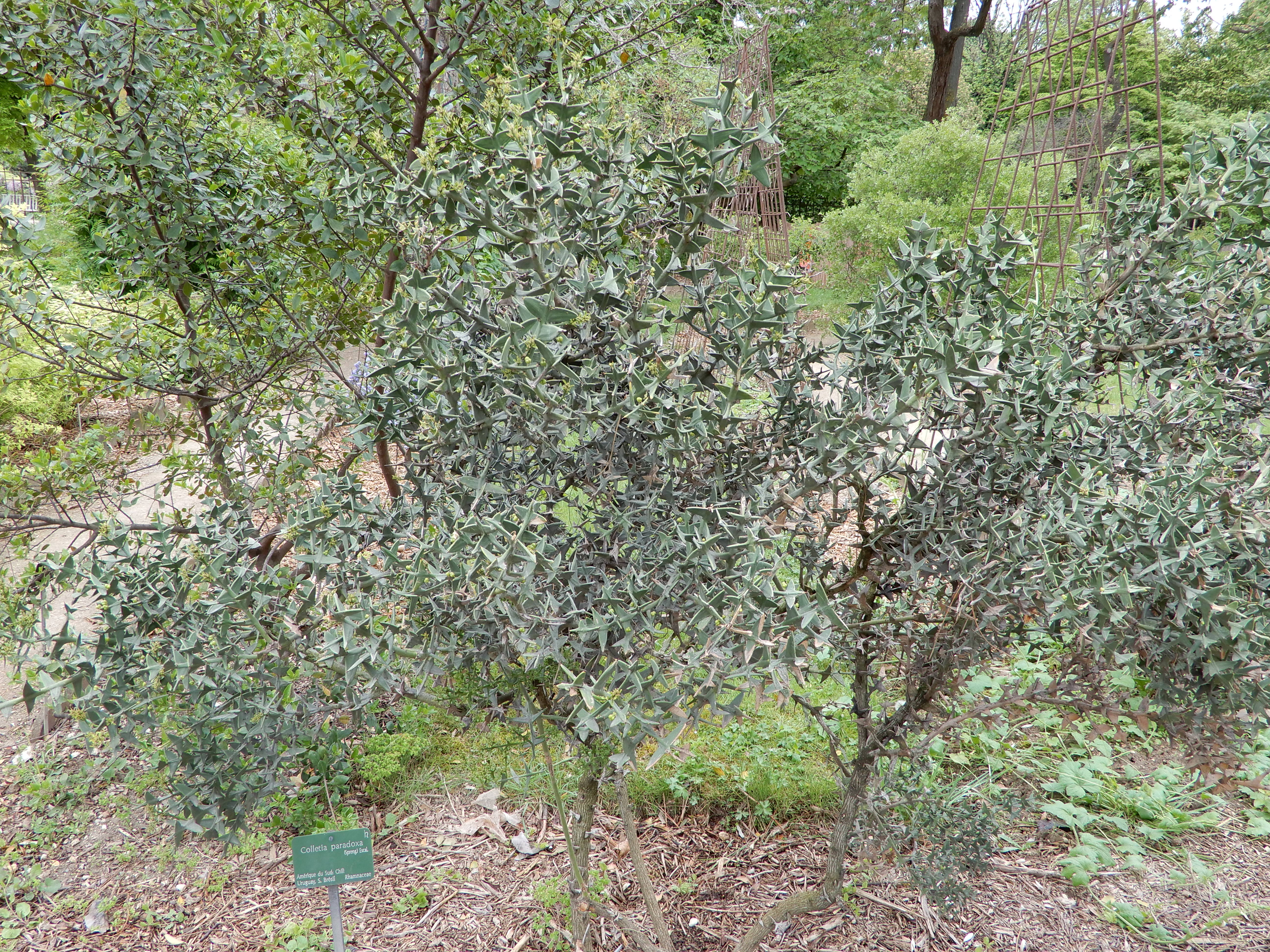

- Colletia cruciata (Gill.&Hook.)